# Rojo cítrico 2
El rojo cítrico 2 es un colorante sintético de color naranja. Cuando es empleado en la industria alimentaria como un aditivo se codifica como: E121. Se encuentra de forma natural en la piel de algunas frutas cítricas como las naranjas. En algunos casos se aplica cuando las naranjas no están maduras para que ofrezcan un aspecto atractivo a los compradores. Las consideraciones de salud debidas al empleo como colorante se han investigado.

## Características
Se trata de un polvo rojo muy poco soluble en agua. Es por el contrario muy soluble en solventes orgánicos. 

## Usos
Se encuentra como colorante alimentario en algunas frutas cítricas. De la misma forma en encurtidos que requieran de este color, tal es el caso de las cebollas. 